# 美國反禁藥組織
美國反禁藥組織（United States Anti-Doping Agency）是一個非營利組織與非政府組織，美國國家反興奮劑組織（NADO）。該組織擁有美國奧運會、殘障奧運會、泛美運動會等美國運動組織的反興奮劑計劃的控制權。其工作包括比賽場上與場外的測試、提供藥物的參考、科研活動以及運動員宣傳教育。美國反禁藥組織的總部設在科羅拉多州科羅拉多斯普林斯。

## 連結
- United States Anti-Doping Agency （页面存档备份，存于）
- Supplement Safety Now